# George Campbell (Lacrossespieler)
George Herrold „Doc“ Campbell (* 1. Februar 1878 in Orangeville; † 4. November 1972 ebenda) war ein kanadischer Lacrossespieler, Bürgermeister und Zahnarzt.

## Erfolge
George Campbell war bei den Olympischen Spielen 1908 in London Mitglied der kanadischen Lacrossemannschaft und spielte auf der Position eines Verteidigers. Neben ihm gehörten außerdem Patrick Brennan, John Broderick, Gus Dillon, Frank Dixon, Richard Duckett, Tommy Gorman, Ernest Hamilton, Henry Hoobin, Clarence McKerrow, George Rennie und Alexander Turnbull zum Aufgebot. Nach dem Rückzug der südafrikanischen Mannschaft wurde im Rahmen der Spiele lediglich eine Lacrosse-Partie gespielt, die zwischen Kanada und dem Gastgeber aus Großbritannien ausgetragen wurde. Nach einer 6:2-Halbzeitführung gewannen die Kanadier die Begegnung letztlich mit 14:10, sodass Campbell ebenso wie seine Mannschaftskameraden als Olympiasieger die Goldmedaille erhielt.
Neben Lacrosse, das er beim Dufferin Lacrosse Club spielte, war Campbell auch im Curling und im Golf aktiv und war in beiden Sportarten Gründungsmitglied eines entsprechenden Vereins in seiner Heimatstadt Orangeville. Er schloss 1902 ein Studium der Zahnmedizin an der University of Toronto ab und eröffnete noch im selben Jahr eine eigene Praxis. Ebenfalls 1902 gewann er mit der Lacrossemannschaft der Universität die Universitäts-Weltmeisterschaften.
Von 1914 bis 1916 war Campbell Bürgermeister von Orangeville und wurde anschließend Präsident der Zahnärzteverbände Ontarios und Kanadas. Zudem war er von 1940 bis 1949 Mitglied des Royal College of Dental Surgeons of Ontario. Noch im hohen Alter von 94 Jahren soll er als Zahnarzt praktiziert haben.